# Liste der Monuments historiques in Saint-Genis-du-Bois
Die Liste der Monuments historiques in Saint-Genis-du-Bois führt die Monuments historiques in der französischen Gemeinde Saint-Genis-du-Bois auf.

## Liste der Bauwerke
| Bezeichnung     | Beschreibung              | Standort | Kennzeichnung | Schutzstatus | Datum | Bild |
| --------------- | ------------------------- | -------- | ------------- | ------------ | ----- | ---- |
| Kirche St-Genis | Erbaut im 12. Jahrhundert | (Lage)   | PA00083744    | Inscrit      | 1965  |      |